# Феървю (Калифорния)
Феървю (на английски: Fairview, буквално „Хубава гледка“) е населено място в окръг Аламида, в района на залива на Сан Франциско, щата Калифорния, Съединените американски щати.
Има население от 9470 души (2000 г.) и обща площ от 7,3 кв. км (2,8 кв. мили).